# انجن پترولیوم
انجن پترولیوم (انگلیسی: Engen Petroleum) شرکت پالایش نفت در آفریقای جنوبی است، که در سال ۱۸۸۱ تأسیس شد.